# Götz von Richthofen
Götz von Richthofen (* 1964/1965) ist ein ehemaliger deutscher Basketballspieler. 

## Leben
Von Richthofen wurde 1984 mit dem ASC Göttingen deutscher Basketballmeister und DBB-Pokalsieger, 1985 wurde der Pokalerfolg wiederholt. Im Vorfeld des Spieljahres 1985/86 wechselte der 1,97 Meter große Spieler vom ASC zum Nachbarn BG 74 Göttingen in die 2. Basketball-Bundesliga. Beruflich wurde von Richthofen als Physiotherapeut tätig und betreute unter anderem die deutsche Damen-Volleyballnationalmannschaft. Dem Basketballsport blieb er unter anderem als Altherrenspieler der BG 74 Göttingen verbunden.